# Anna von Großbritannien, Irland und Hannover

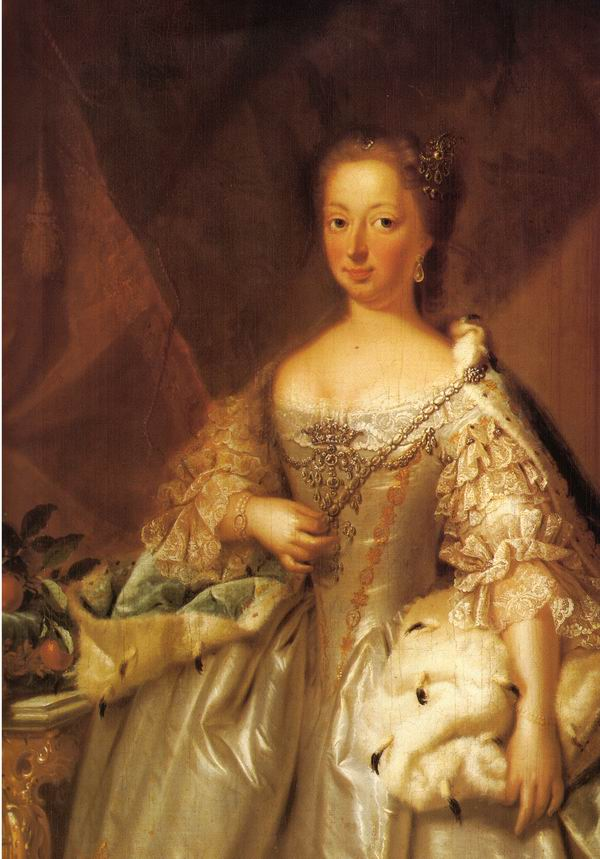
Anne, Princess Royal und Prinzessin von Oranien

Prinzessin Anne, Princess Royal und Prinzessin von Oranien (*  2. November 1709 in Herrenhausen; † 12. Januar 1759 in Den Haag) war das zweite Kind und die älteste Tochter des britischen Königs und Braunschweiger Kurfürsten Georg II. aus dem Haus Hannover und seiner Frau Caroline von Ansbach. Sie wurde die Ehefrau des ersten Erbstatthalters der Niederlande, Wilhelms IV. Nach dessen Tod 1751 übernahm sie bis zu ihrem Tod die Regentschaft für ihren minderjährigen Sohn Wilhelm V.
Anne war die zweite Trägerin des Titels Princess Royal, der den ältesten Töchtern eines britischen Monarchen verliehen werden kann, sowie Prinzregentin von Friesland.

## Leben

### Jugend

Wappen von Prinzessin Anne

Anne von Hannover erhielt ihren Namen nach der mit ihr verwandten Königin Anne von Großbritannien, da erwartet wurde, dass diese als ihre Taufpatin aufträte. Die Königin wollte aber nicht mit ihren hannoverischen Erben in Verbindung gebracht werden. Anne wurde kurz nach ihrer Geburt im Schloss Herrenhausen getauft. Sie war fünf Jahre alt, als ihr Großvater Kurfürst Georg Ludwig als Georg I. den britischen Thron bestieg. Kurz darauf, im September 1714, übersiedelte sie mit ihrer Mutter und ihren beiden jüngeren Schwestern Amelia Sophie und Caroline nach London, wo die Familie im St James’s Palace residierte. König Georg I. warf Annes Vater Fehlverhalten vor und übernahm 1717 selbst die Leitung der Erziehung seiner Enkelkinder. Er ernannte die Gräfin von Portland, Jane Martha Bentinck, geb. Temple, zur Gouvernante von Anne und deren Schwestern. Anne betrachtete ihre Gouvernante auch in ihrem späteren Leben noch als gute Freundin. Sie erlernte neben Deutsch auch Englisch sowie Französisch und erhielt außerdem eine künstlerische Ausbildung. Georg Friedrich Händel wurde ihr Musiklehrer, der ihr u. a. Unterricht im Cembalo-Spiel erteilte. Durch Unterweisungen in Bildender Kunst entwickelte sie ein Maltalent, wie sich etwa in einem 1740 entstandenen Selbstporträt von ihrer Hand zeigt.
1720 wurde Anne von einer Pocken-Infektion befallen, die sie überlebte. Zwei Jahre später trug ihre Mutter, Caroline von Ansbach, zur Verbreitung der Anwendung der Variolation zwecks Immunisierung gegen Pocken bei und ließ ihre beiden jüngeren Töchter Amelia Sophie und Caroline erfolgreich impfen. Annes Gesicht blieb hingegen von Narben entstellt, weshalb sie als physisch nicht so attraktiv wie ihre beiden jüngeren Schwestern betrachtet wurde.

### Princess Royal
Annes Vater bestieg am 11. Juni 1727 als Georg II. den britischen Thron. Am 30. August 1727 ernannte er Anne als seine älteste Tochter zur Princess Royal. Diesen Titel hatte als erster Karl I. im Jahre 1642 seiner Tochter Maria Henrietta verliehen. Danach war der Titel außer Gebrauch gekommen. Anne wurde Princess Royal zu Lebzeiten ihrer Tante, Königin Sophie Dorothea von Preußen, die für diesen Ehrentitel ebenfalls in Frage gekommen wäre, ihn aber nicht erhielt.
In der damaligen Zeit gehörte Anne zu den ranghöchsten Personen am britischen Hof und fungierte öfters als Vermittlerin zwischen ihren Eltern und den Ministern. Sie hatte für Musik eine ebenso große Begeisterung wie einige ihrer Geschwister, darunter ihr ältester Bruder Friedrich Ludwig, mit dem sie von Philippe Mervier in Kew auf dem Bildnis The Music Party gemalt wurde.

### Heirat mit Wilhelm IV. von Oranien

Anne im Alter von 27 Jahren (Gemälde von Bernardus Accama)

Als erster möglicher Bräutigam für Anne kam einer ihrer Vettern, der preußische Prinz Friedrich (später König Friedrich der Große) in Betracht; das Eheprojekt zerschlug sich aber. 1725 wurde eine Heirat Annes mit dem französischen König Ludwig XV. in Erwägung gezogen; sie kam aber ebenfalls nicht zustande, weil die Prinzessin auf Verlangen Frankreichs zum römisch-katholischen Glauben hätte konvertieren müssen.
Bezüglich der Vermählung Annes mit dem friesischen Statthalter Wilhelm IV., Prinz von Oranien wurden jahrelange Verhandlungen geführt. Aus britischer Sicht war die Stärkung der Position des Hauses Oranien-Nassau in der Republik der Vereinigten Niederlande wünschenswert, da dieses als Unterstützer englischer Interessen in der holländischen Außenpolitik gegenüber französischen Einflüssen betrachtet wurde. Als ernsthafter Heiratskandidat galt der Prinz von Oranien aber erst ab 1732, nachdem er sich mit dem preußischen König Friedrich Wilhelm I. über die Beilegung ihres Streits wegen des Erbes Wilhelms III. verständigt hatte, demzufolge beide den Titel Prinz von Oranien führen durften. Die britische Regierung kam nun zur Überzeugung, dass Wilhelm IV. durch eine Heirat mit Anne zum Statthalter aller niederländischen Provinzen aufsteigen und damit die beherrschende Stellung in dieser Republik erlangen konnte.
Anfang November 1733 traf der Prinz von Oranien in England ein. Seine Heirat mit Anne sollte noch im November 1733 erfolgen, musste aber aufgrund einer Erkrankung des Bräutigams verschoben werden. Nachdem Wilhelm IV. bei einem Aufenthalt in Bath genesen war, kehrte er nach London zurück. Dort fand seine Hochzeit mit Anne am 14. Märzjul. / 25. März 1734greg. in der Chapel Royal des St James’s Palace statt. Die fürstlichen Eheleute besuchten am 27. März 1734 eine von Georg Friedrich Händel anlässlich ihrer Heirat komponierte Serenata, die den Titel Il Parnasso in festa trug. Anne hielt ihre Kontakte mit Händel seit dessen Tätigkeit als ihr Musiklehrer aufrecht.
Der Ratspensionär Simon van Slingelandt und die holländischen Regenten hatten vergebliche Bemühungen unternommen, die Vermählung des oranischen Prinzen mit der englischen Königstochter zu hintertreiben. Sie fürchteten in der durch diese Eheschließung erfolgten Aufwertung der Position Wilhelms IV. eine Gefahr für die Regenten-Herrschaft in den Niederlanden. Nach der Anfang April 1734 erfolgten Einbürgerung Wilhelms IV. in England wurde in der Presse spekuliert, dass er mit seiner Gemahlin Anne längere Zeit auf den Britischen Inseln verweilen werde. Doch das Fürstenpaar reiste nach seinen Flitterwochen in Kew bereits Anfang Mai 1734 in die Niederlande, wo es am Prinsenhof in Leeuwarden, dem Sitz der friesischen Statthalter, residierte. Anne verwendete statt ihres britischen Titels, den sie aus eigenem Recht trug, den Höflichkeitstitel aus dem erblichen Fürstentum ihres Mannes.

### Rolle als Gattin Wilhelms IV. in den Niederlanden
Außerhalb der von Wilhelm IV. von Oranien als Statthalter regierten Provinzen wurde das Eintreffen Annes in den Niederlanden kühl registriert. Mit ihrer Schwiegermutter Marie Luise von Hessen-Kassel verstand sich Anne nicht gut. Sie hatte bald Heimweh, und als ihr Gemahl bald zu einer Militärexpedition aufbrach, reiste sie schon zwei Monate nach ihrer Ankunft in den Niederlanden nach England zurück. Sie glaubte, schwanger zu sein und wollte das Kind in ihrem Heimatland zur Welt bringen, damit es in der britischen Thronfolgeordnung stehen würde. Doch auf Druck ihres Gatten und ihrer Eltern musste sie nach einem kurzen Aufenthalt in ihrer Heimat wieder nach Holland zurückkehren. Bald stellte sich heraus, dass sie nicht schwanger war. Als sie 1735 wieder nach London reisen wollte, wurde ihr dies von ihren Eltern untersagt. Die 1736 erfolgte Heirat ihres ältesten Bruders Friedrich Ludwig und die bald aus seiner Ehe hervorgehenden Kinder verringerten Annes Bedeutung in England. Ihre Ehe mit Wilhelm IV. war zwar keine Liebesheirat, aber mit der Zeit entwickelte sich zwischen ihnen doch eine große Zuneigung, wie erhaltene Briefe zeigen. 1736 und 1739 gebar Anne zwei Töchter, die beide bei der Geburt starben. Zu ihren Lieblingsbeschäftigungen gehörten die Malerei und die Musik; so richtete sie Konzerte im Palast Het Loo aus, bei denen bedeutende zeitgenössische Sänger auftraten.
Insgesamt entstammten der Ehe von Anne und Wilhelm IV. von Oranien sechs Kinder, von denen zwei das Erwachsenenalter erreichten:
- Karoline (* 28. Februar 1743; † 6. Mai 1787)
- Wilhelm Batavus (* 8. März 1748; † 9. April 1806)

Die eher begrenzte politische Macht Wilhelms IV. in der niederländischen Politik erhöhte sich drastisch durch den im April 1747 erfolgten Einmarsch französischer Truppen in die Vereinigte Republik der Niederlande. Große Teile der Bevölkerung waren schon lange mit der Herrschaftsweise der Regenten unzufrieden, und im Zug einer Volksbewegung wurde Wilhelm IV. bis Mai 1747 zum Statthalter aller sieben niederländischen Provinzen sowie von den Generalständen zum Generalkapitän der Armee und Flottenadmiral ernannt. Viele sahen den Oranier als Verteidiger des Volkes gegen das oligarchische Regentenregime an. Bald wurde ihm sogar die Erblichkeit der Statthalterwürde verliehen. Wilhelm IV. zog mit seiner Gattin in den Binnenhof, die alte Residenz der Statthalter in Den Haag. Anne richtete im benachbarten Haus Albemarle ihre Privaträume ein. Sie lud berühmte Musiker ein, darunter Georg Friedrich Händel, der 1750 in die Niederlande reiste. Anne war Meisterschülerin und Gönnerin Händels. So findet ihre Kunst im Generalbassspiel in den Kritischen Briefen über die Tonkunst von Friedrich Wilhelm Marpurg besondere Erwähnung.
Anne wirkte bei Regierungsangelegenheiten mit, etwa anlässlich der Unruhen in Amsterdam und Rotterdam 1747/48, beriet ihren Ehemann bei Ernennungen und nahm an Sitzungen teil. Sie war auch eine wichtige Kontaktperson für die Führer der Orangisten und die englischen Gesandten. Dabei unterstützte sie das konservative Amtsverständnis ihres Gemahls in seiner Funktion als Statthalter. Wilhelm IV. enttäuschte die in ihn gesetzten Erwartungen, dass er das von den Regentenfamilien und dem Adel beherrschte politische System im Sinne von mehr Mitspracherechten für die Mittelschichten reformieren würde. Er wollte nicht das bestehende Regierungssystem verändern, sondern strebte unter dessen Beibehaltung eine eigene starke Machtposition an. Als er bereits im Oktober 1751 starb, war Annes Sohn und Erbe der Statthalterwürde, der spätere Wilhelm V., erst drei Jahre alt.

### Regentin
Zwei Tage nach dem Tod ihres Gatten wurde Anne am 24. Oktober 1751 unter dem Titel einer Gouvernante zur Regentin und zum Vormund für ihren dreijährigen Sohn Wilhelm V. ernannt. Einer ihrer Berater, der Herzog Ludwig Ernst von Braunschweig-Wolfenbüttel, erhielt die hohe militärische Position des Generalkapitäns und gewann zunehmend an Einfluss. Anne fehlte es hingegen an Autorität und sie konnte die politischen Entscheidungen in den Niederlanden nicht in starkem Umfang beeinflussen. Die vormaligen Machtinhaber in den Städten – ebenfalls als Regenten bezeichnet – suchten die früheren Verhältnisse der statthalterlosen Epoche wiederherzustellen und leisteten Annes Machtansprüchen Widerstand. Sie stritt etwa jahrelang mit den Adligen von Haarlem über die Ernennung eines neuen Bürgermeisters. Ihr Gatte hatte als Statthalter das Recht zurückerhalten, Bürgermeister auf Basis einer von der Stadtverwaltung erstellten Namensliste zu ernennen, doch die Stadtväter von Haarlem verweigerten die Vorlage einer solchen Liste. Diese Auseinandersetzung sowie weitere Krisen bei Ernennungen schadeten ihrer Autorität. Anne verschob ihren ersten Auftritt vor den Generalstaaten bis zum Dezember 1752 und besuchte diese erst 1759 wieder, da sie von einer häufigeren Konsultation dieses hohen politischen Gremiums eine Beschneidung ihrer Vorrechte befürchtete. Eine von ihrem Berater Graf William Bentinck, einem Sohn ihrer Erzieherin Lady Portland, vorgeschlagene Reformierung des politischen Systems der Niederlande nach englischem Vorbild hielt Anne nach ihren bisherigen Erfahrungen für unrealistisch.
In der internationalen Politik kam es 1755 zu einer Umkehrung der europäischen Bündnissysteme, indem sich die früher miteinander verfeindeten Staaten Frankreich und Österreich verbündeten und gleichzeitig eine Annäherung zwischen Großbritannien und Preußen stattfand. Die Niederlande konnten nun freundschaftlichere Beziehungen mit Frankreich und damit verbundene Handelsvorteile erwarten, wenn sie nicht allzu nachdrücklich britische Interessen vertraten; doch durften sie auch die Briten nicht verärgern, damit diese nicht den niederländischen Seehandel störten. Daher blieb die Republik im Siebenjährigen Krieg neutral, eine Position, die Anne in richtiger Einschätzung der außenpolitischen Lage trotz ihrer antifranzösischen Haltung im Wesentlichen unterstützte. Im Interesse ihres Heimatlandes intervenierte sie immerhin durch ihr Bemühen, den Briten 6000 niederländische Soldaten als Militärhilfe gegen eine drohende französische Invasion Englands zur Verfügung zu stellen. Sie konnte aber ihren Vorschlag nicht durchsetzen; eine zur niederländischen Küste gesegelte britische Flotte musste im März 1756 ohne die versprochenen Truppen wieder umkehren. Annes Versuchen, die südlichen niederländischen Grenzstädte zu Frankreich militärisch zu verstärken, widersetzte sich insbesondere Amsterdam energisch.
Der britische Hof wiederum sah Anne als die Führungsfigur in der niederländischen Politik an und erwartete von ihr, dass die von ihr geleitete Republik eine stärker probritische Haltung einnahm; er war daher über den Neutralitätskurs der Regentin irritiert. Die britischen Minister verkannten dabei Annes Möglichkeiten, nach ihrem alleinigen Ermessen die niederländische Außenpolitik zu lenken. In entschuldigenden Briefen, die sie nach England schickte, versprach Anne, das Bündnis mit ihrem Heimatland so bald wie möglich wieder zu vertiefen. Ihre Bemühungen, die sich verschlechternden Beziehungen mit Großbritannien wieder einigermaßen zu normalisieren, brachten ihr in der niederländischen Presse scharfe Angriffe und Unterstellung einer zu englandfreundlichen Haltung ein.
Annes Autorität als Statthalterin wurde weiter dadurch geschwächt, dass sie die seit 1758 regelmäßig erfolgende Aufbringung niederländischer Handelsschiffe durch die britische Flotte nicht verhindern konnte. Sie stritt auch mit den Generalstaaten wegen deren Verweigerung der Zustimmung zur Verheiratung ihrer Tochter Karoline mit Karl Christian von Nassau-Weilburg. Ihre Gesundheit verschlechterte sich, und sie starb 49-jährig am 12. Januar 1759 im Binnenhof in Den Haag laut dem medizinischen Befund an Wassersucht. An der öffentlichen Trauerfeier für die verstorbene Regentin nahmen Tausende Menschen aller sozialen Schichten Den Haags teil. Am 23. Februar 1759 fand ihre Beisetzung in der Gruft der Oranier in der Nieuwe Kerk in Delft statt. Nun übernahm Ludwig Ernst von Braunschweig-Wolfenbüttel die Vormundschaft für Wilhelm V., bis dieser 1766 volljährig wurde.